# Malý Kežmarský štít
Jako Malý Kežmarský štít je obvykle označován předvrchol Kežmarského štítu, ale jeho 900metrová severní stěna, nejvyšší v Tatrách, z něj dělá horolezecký pojem první kategorie. Z jihovýchodu je snadno dostupný, zato jeho mohutnou severní stěnou už vede přes 100 horolezeckých tras, z nichž několik má v tatranském horolezectví přelomový význam. Zimní výstupy jsou tou nejlepší přípravou na horolezecké expedice ve světových velehorách. Popularitu této stěny zvyšuje i blízkost chaty pri Zelenom plese, přezdívané Brnčálka.

## Topologie
Od Kežmarského štítu ho dělí Horná Kežmarská štrbina, od Kežmarské kopy zase Dolná Kežmarská štrbina v hřebeni Velké Svišťovky. Středem severní stěny se táhne dlouhá lávka - Německý rebrík, často využívaná k sestupu. V samotné stěně rozeznáváme několik věží, např. Kežmarskou kupu na východě, Ušatou vežu na západě a mezi nimi podél Německého žebříku Szczepańského vežu, Pavúkovu vežu (podle bratrů Pochylých, kteří se zabili při zimním sestupu Německým žebříkem) a Bocekovu vežu.

## Vysokohorská turistika
Vrchol je dostupný poměrně nenáročným terénem, např. od Huncovského štítu I, hřebenem od Sedla pod Svišťovkou II, jen s horským vůdcem.

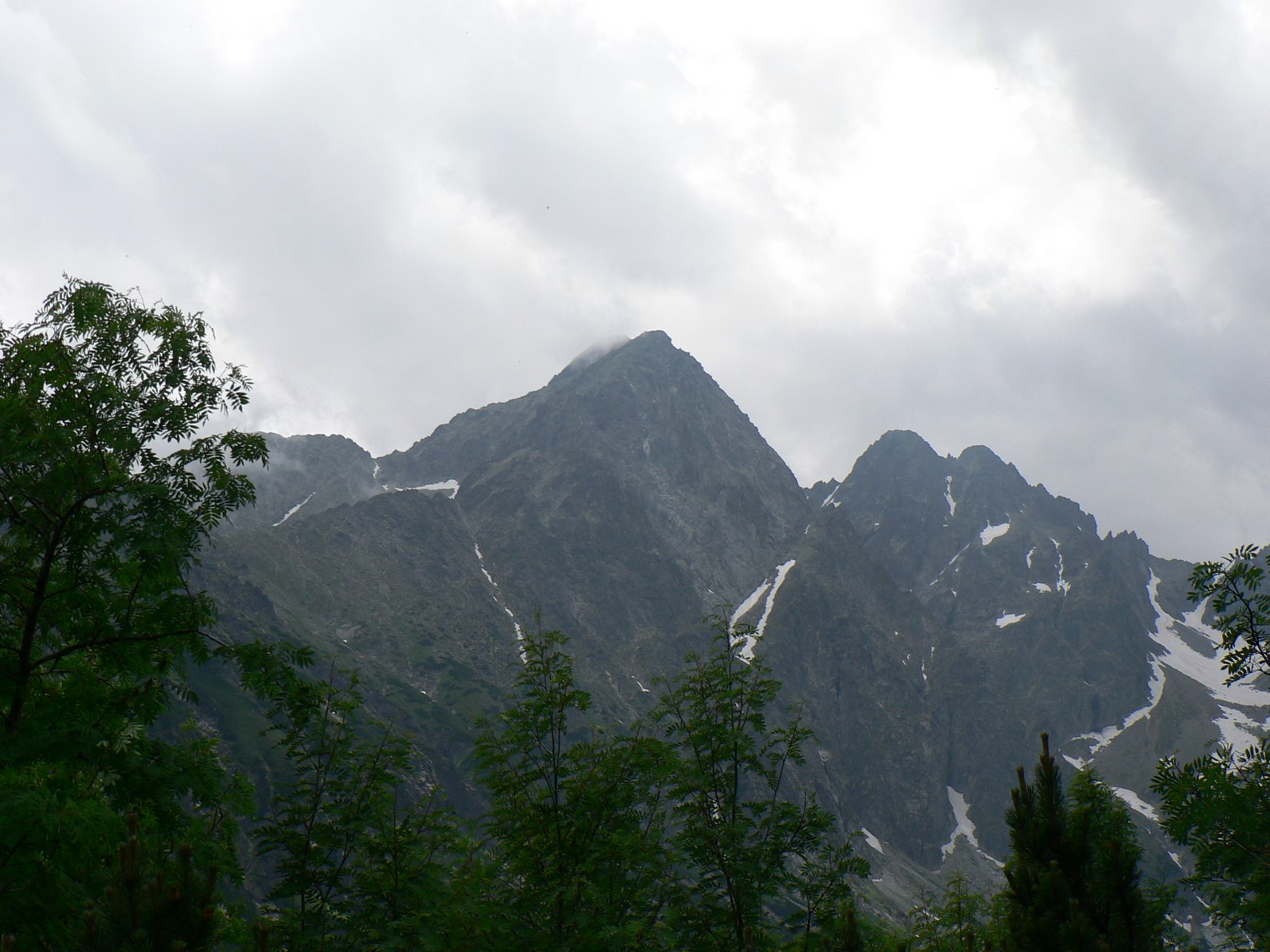
Severní stěna s vysneženým Německým žebříkem, vpravo skupina Pyšného štítu.

## Horolezectví
Roku 1911 Gyula Komarnicki a Gyula Hefty vylezli v horní části stěny (nástup tzv. Německým žebříkem) těžkou cestu (IV - V).
Roku 1912 vylezli Alfréd Grósz, T. Krégczy, Lajos Rokfalusy celou severozápadní hranu (III) na okraji severní stěny z Měděné dolinky až na vrchol.
V r. 1929 bratři Szczepańští vylezli cestu, která vede šikmo vlevo (IV).
Prvovýstup celou stěnou udělal W. Stanislawski v r. 1932 (spodek VI, nahoře IV-V), pravda na dvakrát, s jinými spolulezci v dolní a horní polovině. V padesátých letech byl považován za nejtěžší zimní cestu v ČSR. Celou Stanislawského cestu, tzv. Weberovku, vylezli v r. 1953 A. Puškáš a K. Cerman. V r. 1963 vytvořili direttissimu J. Ďurana, P. Hauschka a P. Pochylý (7 -), v r. 1967 ještě přímější cestu P. Pochylý a J. Unger-Zrůst.
Dnes k nejtěžším cestám patří "Tulák z nížin" (8 +) bratrů Coubalových a Superdirettissima ještě z r. 1973 Kysilková - Rybička - Šmíd (tehdy VI A4, dnes 9 - / 9). Největším znalcem stěny je P. Jackovič, který vylezl všech 106 známých cest a napsal o nich podrobného průvodce.

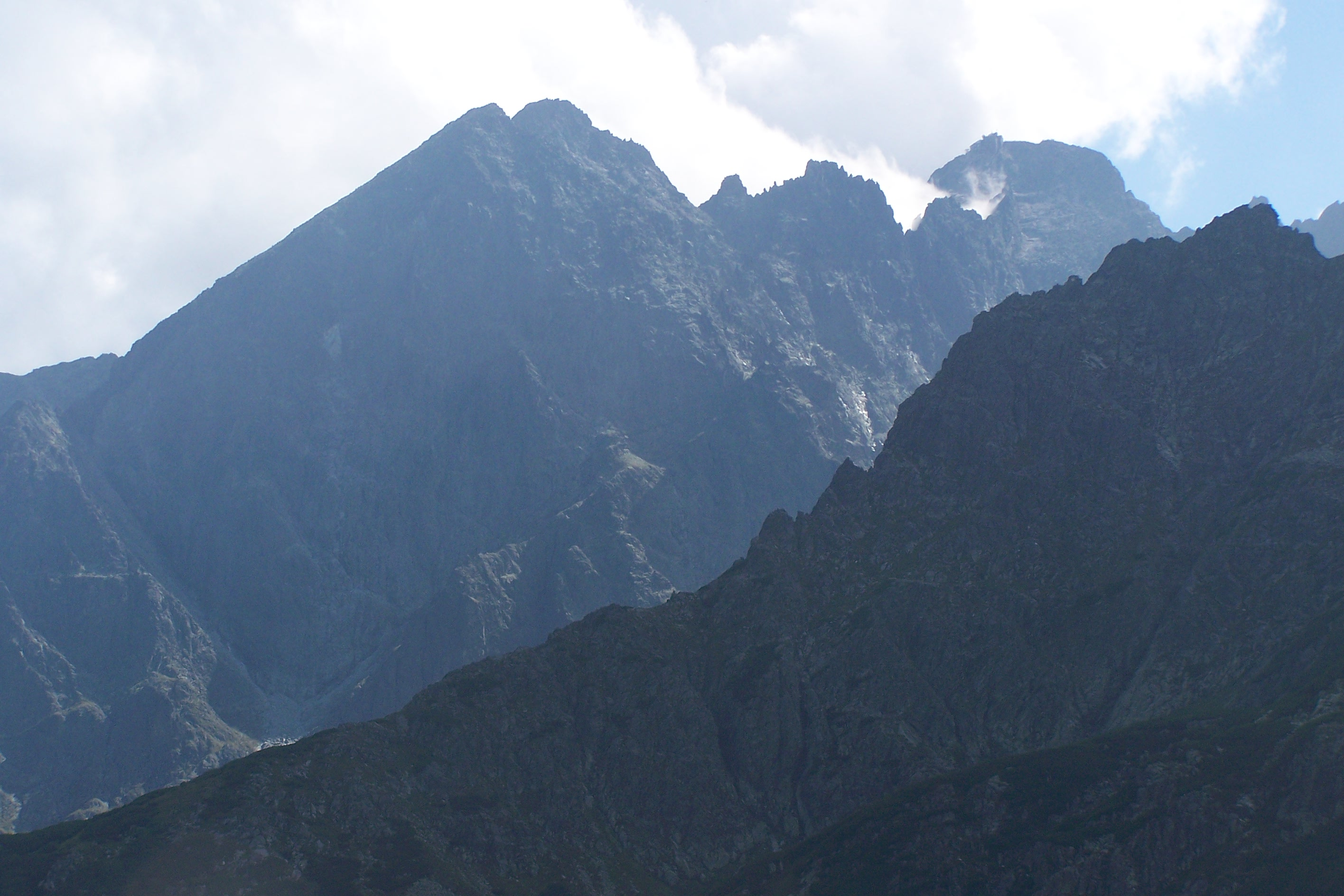
Horní část stěny, Vidlové věže a Lomnický štít.